# 東京鐵塔：我的母親父親
《東京鐵塔：我和老媽，有時還有老爸》是由日本作家中川雅也（笔名：Lily Franky（リリー・フランキー））所作的自传小说，亦是他第一部的长篇文学作品，叙述作者自己与母亲相依为命的故事。此作品由扶桑社于2005年出版，其销量在日本国内已经突破两百一十万本，并先后被改编为单发电视剧，电视连续剧，电影，舞台剧与广播剧（香港）等。日本传媒把这本作品所带来的阅读热潮，跟另外一位日本作家村上春树的畅销作品《挪威的森林》互相比拟。而小说的中文简体版由中信出版社出版，而中文繁体版则由台湾时报文化出版，作者中川雅也亦应出版社邀请在2007年10月4日赴台湾为本书宣传。

## 故事
中川雅也在小说中描述自己前半生成长的经历。由于母親中川荣子与父亲离异，从三岁开始便与母亲相依为命，受到母亲的疼爱，进而踏入插画及写作的生涯。中川荣子是个很平凡的母亲，在儿子三岁时便带着他离开丈夫，独立把他抚养成人。为生计，这位母亲每天都在小吃店辛劳地工作著；尽管是非常忙碌，脸上总是挂著笑容。儿子功课再差劲也不会拿成绩表大作文章；买东西只先想到儿子而永远不会想到自己；煮再多饭还是担心儿子吃不饱。后来，十五岁的雅也离开了老家小仓市，独自往寄宿学校学习美术。正值叛逆期的他就是在坐上火车的时候，看到母亲准备在行李裡的全新衣裤和夹在裡面的一万日元钞票，才一边吃著便当一边哭了起来。这份母爱一直到母亲因胃癌病逝为止。

## 小说获奖记录
- 2005年日本全国十大畅销书冠军
- 2006年日本十大畅销书第三名
- 2006年“本屋大赏”第一名
- 2006年“达芬奇读者”票选第一名

## 電視劇
小说改编成的电视剧在富士电视台播出，其中单回电视剧版在2006年11月18日播出，大泉洋主演。隔年的1月8日至3月19日播出连续剧版（2008年4月28日至5月上旬于台湾JET日本台播出），速水茂虎道主演，台湾艺人陈柏霖在连续剧版饰演中川雅也在东京租屋处的邻居。

### 单发剧（2006年）
作为久世光彦最后企划的作品，在富士电视台选定了主角和写完了剧本以后的2006年3月久世突然逝世，电视台一度商量了制作中止的可能性，但是，因为大部分制作人员在考虑了因为是久世的遗作后决定完成这部单发剧。导演采用了富士电台的西谷弘，而在2006年7月，饰演杉本春男（“阿呆”）的山本圭一因为受到暴力事件的影响退出了剧组，电视台只好采用了冢地武雅代替，把杉本的多处镜头做了重新编辑。在经过一条曲折的摄影历程后，“东京铁塔”终于在同年11月18日上映，关东地区的平均收视率保持在了15.4%，而在主演大泉洋的故乡北海道的平均收视率则高达了27.9%。

#### 登场人物
- 中川（藤本）荣子（“老妈”）：田中裕子
- 中川雅也（“我”）：大泉洋（少年时代：神木隆之介）
- 成田真沙美：廣末涼子
- 藤本法子（老妈的妹妹）：大塚寧寧
- 梶村信枝（老妈的姐姐）：松金米子
- 中川弘治（“老爸”）：蟹江敬三
- 藤本种（奶奶）：加藤治子
- 方南町的主人：树木希林（电影版的“老妈”）
- 奥寺（东京塔观光厅的负责人）：小林薫（电影版的“老爸”）
- 轮岛：竹中直人
- 榎本：佐藤隆太
- 前野范人：岡田義德，少年时代：米谷真一
- 杉本春男（“阿呆”）：塚地武雅（塚地武雅），少年時代：细山贵岭（细山贵嶺）
- 多田罗正行：蛭子能收（蛭子能収）
- 特邀：久本雅美

#### 主题曲
- BEGIN：“东京”

#### 制作人员
- 原作：中川雅也（笔名：Lily Franky）
- 剧本：土田英生
- 企划：久世光彦，和田行·小松纯也
- 制作人：三浦宽二·三轮源一
- 导演：西谷弘
- 制作：富士电视台，KANOX（日语：カノックス）

### 连续剧（2007年）
“东京铁塔”连续剧第一集14.2%的收视率是自1989年播放的“同·级·生”以来的倒数第二位，但是在最后一集却创造了18.1%的最高记录。剧组使用了作者Lily Franky（リリー・フランキー）實際毕业的母校，东京武藏野美术大学。但是，在连续剧中的“我”就读于“视觉传達设计学科”，而作者本人则毕业于“空间演出设计学科”。另外，担当“东京铁塔”的美术监督的铃木贤太也是從武藏野美术大学“空间演出设计学科”毕业，為作者的學弟。

#### 登场人物
中川荣子（老妈）
- 演：倍賞美津子（香港配音：伍秀霞）

雅也的母亲，出生于筑豊（原型为鞍手郡宫田町），在31岁的时候和27岁的老爸结婚后分居，在料理屋（小饭店）和菜市场做勤务维持母子的生计。店里的客人喜欢叫她为“荣子酱”。
中川兆治（老爸）
- 演：泉谷茂（香港配音：黃子敬）

雅也的父亲，5人兄弟的长男，一直是以自己为中心，雅也也继承了父亲一部分性格，包括喜欢素描，最终成为了插画家。对于雅也去东京这件事，他父亲反倒非常赞同。
藤本春（奶奶）
- 演：赤木春惠（香港配音：黃鳳英）

荣子的母亲，是一个不太善于言语表达的人，但是在去世前把一盒存下来的昭和33年（1958年）的10日元硬币托付给了雅也。
中川富美子（老爸的妈妈）
- 演：佐佐木澄江

兆治的母亲，和雅也曾经一起住过一段时间。
藤木香苗（老妈的妹妹）
- 演：淺田美代子（香港配音：雷碧娜）

荣子的妹妹，是一个很分得清是非的人，经常在姐姐面前教训雅也的爸爸。
中川雅也（“我”）
- 演：速水直道（少年时代：广田亮平）（香港配音：李致林、少年：黃玉娟）

毕业于武藏野美术大学，拥有很自由的性格，一直按照自己的意愿去做事。
佐佐木真奈美（“我”的女友）
- 演：香椎由宇（香港配音：張頌欣）

和雅也一样同为从北海道的小镇来到东京的女孩，梦想成为一名摄影师，在雅也去东京的大巴上初次和他见面。
鸣泽一
- 演：平冈祐太（香港配音：梁偉德）

雅也在大学时代的友人，是一个很直白的人，经常帮助雅也。毕业了以后进入了一家杂志社作为编辑，但是最初只是作为了“风俗版面”的修订编辑，为雅也也介绍了很多插画的工作，第7集因为工作劳累而倒在雅也家的门口。
山田耕平
- 演：柄本佑（少年時代：兒玉真樂）（香港配音：曹啟謙、少年：曾秀清）

雅也在高中时代的后辈，雅也喜欢称他为“阿呆”（バカボン），是一个没有目标的青年，后来也来了东京和雅也一起租了房子。
德本宽人
- 演：高冈苍甫（香港配音：陳廷軒）

雅也租的公寓的友人，高中时代因为脾气暴躁的缘故一度弄伤了母亲而一个人离家出走来到了东京，在荣子的细心照顾下找到了家的感觉。
李
- 演：陈柏霖（香港配音：蘇強文）

雅也租的公寓的友人，台湾人，是一家夜店的服务员。
手冢修一郎
- 演：石黑賢（特别演出）（香港配音：陳卓智）

雅也租的公寓的友人，出生于福岛县，作为作家来到了东京已经数十年了，曾多次告诉雅也不少外地人在东京生活的忠告。
佐佐木惠子
- 演：朝加真由美（香港配音：蔡惠萍）

真奈美的母亲，一度反对女儿去东京谋生，在北海道经营着一家小旅馆，一直希望女儿可以回来帮忙。
前野和夫
- 演：山崎裕太（少年時代：松田昂太）（香港配音：黃榮璋）

雅也高中的同学，很羡慕雅也能去东京。
后藤洋介
- 演：齐藤洋介（斉藤洋介）（香港配音：招世亮）

雅也高中的班主任，曾对雅也说“你这样子天天都迟到还想去考大学？”。
中西靖子
- 演：久保田磨希（香港配音：蔡惠萍）

雅也原来公寓的房东，对于按时交房租管的很严，喜欢叫雅也“小雅”（マーくん），多次给雅也递了老妈写来的信。
河村由香
- 演：深浦加奈子（香港配音：黃玉娟）

雅也初次担当插画家的同事，很有自信的一个女孩，曾告诉雅也“你画的很有趣呢，所以请继续坚持自己的插画。”
“老妈”的医生
- 演：山田明乡（香港配音：李錦綸）

宽人的妈妈
- 演：莉莉

泽田玉夫
- 演：星野源

“格斯拉”（我的宠物）
雅也养的小兔子。

#### 收视率
| 集数                             | 播放日期      | 名字                             | 收视率 |
| -------------------------------- | ------------- | -------------------------------- | ------ |
| 第1集                            | 2007年1月8日  | 老妈和我，有时还有老爸～亲子离别 | 14.2%  |
| 第2集                            | 2007年1月15日 | 泪别以后                         | 15.6%  |
| 第3集                            | 2007年1月22日 | 奶奶的离别                       | 14.9%  |
| 第4集                            | 2007年1月29日 | 病情的宣告                       | 16.0%  |
| 第5集                            | 2007年2月5日  | 最后的旅行                       | 13.9%  |
| 第6集                            | 2007年2月12日 | 老妈来了                         | 12.9%  |
| 第7集                            | 2007年2月19日 | 老妈的内心，我从来都不理解       | 14.8%  |
| 第8集                            | 2007年2月26日 | 有时还有老爸～                   | 14.4%  |
| 第9集                            | 2007年3月5日  | 将来的约束                       | 15.4%  |
| 第10集                           | 2007年3月12日 | 最后的选择                       | 14.2%  |
| 第11集                           | 2007年3月19日 | 最后的泪别                       | 18.1%  |
| 收视率由关东地区・视听调查统计。 |               |                                  |        |

#### 主题曲
- 可苦可乐蕾

可苦可乐在觀看“东京铁塔”的小说后特别为电视剧写下的歌曲“蕾”，其单曲则在连续剧播放结束后才开始发卖。这首单曲達成将近45万张的銷售成績，同时也是可苦可乐初次登上Oricon单曲榜第一名的作品，在2007年获得“第49回日本唱片大赏”奖，并且在“第58回NHK红白歌合战”上演唱。在2008年，此曲成为了日本高中第80屆選拔高等學校棒球大會的入場进行曲。
- 插入曲：关山蓝果“motherhood ～me & my mom～”

此曲收录于2007年3月7日发售的“东京铁塔”连续剧的官方音乐专辑里。

#### 制作人员
- 原作：中川雅也
- 剧本：大岛里美（大島里美）
- 制作人：中野利幸运
- 导演：久保田哲史、谷村政树（谷村政樹）
- 音乐：泽野弘之（澤野弘之），河野伸
- 制作：富士电视台

## 电影
电影版由松竹制作，在日本于2007年4月14日公开上映。由小田切让主演，并有宫崎葵客串DJ一角。电影中的车站一景在宫城县栗原市的栗原田园铁道细仓矿山公园前车站拍摄，此铁路于2007年4月1日起废线。

### 登场人物
- 我：小田切让
- 老妈：樹木希林，少婦時代：内田也哉子
- 女友瑞恵：松隆子
- 老爸：小林薫
- 中学时代的我：富浦智嗣
- 小学时代的我：田中祥平
- 幼年时代的我：谷端奏人
- 筑豊的奶奶：渡邊美佐子
- 小仓的奶奶：佐佐木澄江
- 老妈的朋友：寺岛近
- 现在的信江阿姨：原知佐子
- 现在的美恵子阿姨：結城美榮子
- “卟卟”婆婆：猫背椿
- 珠美：伊藤步
- 平栗：勝地涼
- 磯山：平山浩行
- 榎本：荒川良良
- 何塞（ホセ）：辻修
- 年轻时的信江阿姨：小島聖
- 年轻时的美恵子阿姨：吉本菜穂子
- 高中的女老师：土屋久美子
- 房地产公司的事务员：小泉今日子
- 在医院租房的老婆婆：千石規子
- 殡仪馆工作人员：鹽見三省
- 中目黑的房东：松田美由紀
- 东京医院的医生：田中哲司
- 笹冢诊疗所的医生：柄本明
- 老妈饭店的客人：板尾創路
- 人气DJ：宫崎葵
- 编辑长：六角精兒
- 广播台的主持：仲村亨
- 催促编辑人员的声音：岩松了
- 邮局送信人：田口智朗
- 风俗店女人Ａ：安藤玉恵
- 风俗店女人Ｂ：栗原瞳
- 风俗店女人Ｃ：江本純子
- 高中时代同居的女友：麻里也
- 大学时代的女友：竹下玲奈
- 素描教室的女社员：小林麻子
- 东京的护士：

### 主題曲
- 日本版：福山雅治东京也有（日语：東京にもあったんだ/無敵のキミ）
- 香港版：有耳非文東京鐵塔下GULUGULU（“gulugulu”（グルグル）即日语「转啊转啊」之意。在《东京塔》一书中，此句首次出现于作者描写有关从乡下到城市追寻梦想的人。）

### 制作人员
- 剧本：松尾勝幸
- 制作人：孫家邦
- 导演：松岡錠司
- “后台制作”导演：川野浩司

### 电影获奖记录
- 第20回“日刊體育電影大賞”（2007年12月4日）

最佳女配角：树木希林
- 第17回“東京體育電影大賞（日语：東京スポーツ映画大賞）”

最佳男主角：小田切让
- 第31屆日本電影金像獎

最优秀作品奖：“东京铁塔：～老妈和我，有时，还有老爸～”
最优秀导演奖：松冈锭司
最优秀剧本奖：松尾胜幸
最优秀女主角奖：树木希林
最优秀男配角奖：小林薫
优秀男主角（相当于提名，下同）：小田切让
优秀女配角（提名）：松隆子
新人演员奖（提名）：内田也哉子

## 广播剧
| 年份 | 國家/地區 | 電台頻道     | 集數 | 長度     | 主題曲     | 播出日期      |
| ---- | --------- | ------------ | ---- | -------- | ---------- | ------------- |
| 2007 | 香港      | 香港商业电台 | 35   | ≈ 5分鐘  | -          | 10.15 - 11.23 |
| 2007 | 香港      | 雷霆881      | 35   | ≈ 5分鐘  | -          | 10.15 - 11.23 |
| 2007 | 香港      | 叱咤903      | 35   | ≈ 5分鐘  | -          | 10.15 - 11.23 |
| 2007 | 新加坡    | UFM 100.3    | 30   | ≈ 5分鐘  | -          | -             |
| 2025 | 新加坡    | UFM 100.3    | 20   | ≈ 10分鐘 | 會呼吸的痛 | 04.21 - 05.15 |

### 香港商业电台、雷霆881、叱咤903（2007）
因电影在香港上映而特别制作的广播短剧，于2007年10月15日至11月23日开始在香港商业电台、雷霆881及叱咤903播放，共35集，每集约五分钟。剧本由Wasabi撰写，何利利监制，林海峰饰演雅也，李司棋饰母亲。

### 新加坡電台UFM 100.3（2007、2025）
- 2007年，一共30集，每集約5分鐘。
- 2025年，时隔18年，UFM 100.3再次推出母亲节特备节目 《东京铁塔：老妈和我》，主題曲為《會呼吸的痛》，2025年4月21日至5月16日播出。

故事源自日本畅销著作，Lily Frankie的半自传小说，讲述了主角从三岁到成年，跟母亲共同的记忆，一直到母亲离患癌症过世。这个故事让我们明白，世间虽然有各种各样不同的情感，但是没有一种比父母对子女的情感，来得更美好、更强大。 
节目采用类似有声书和广播小品的呈现方式，让你有不一样的听觉感受。

## 所有作品的登场人物
| 角色       | 单集剧                       | 连续剧                      | 电影                                       | 舞台剧     | 广播剧（香港）        |
| ---------- | ---------------------------- | --------------------------- | ------------------------------------------ | ---------- | --------------------- |
| 中川雅也   | 大泉洋 神木隆之介（11-13岁） | 速水直道 广田亮平（8-10岁） | 小田切让 冨浦智嗣（中学） 田中祥平（小学） | 萩原胜人   | 林海峰 石玉芹（童年） |
| 老妈       | 田中裕子                     | 倍赏美津子                  | 树木希林 内田也哉子                        | 加贺真理子 | 李司棋                |
| 老爸       | 蟹江敬三                     | 泉谷茂                      | 小林薫                                     | 林隆三     | 黃永                  |
| 女朋友     | 广末涼子                     | 香椎由宇                    | 松隆子                                     | 石田光     |                       |
| 外祖母     | 加藤治子                     | 赤木春会                    | 渡边美佐子                                 | 新谷真弓   |                       |
| 老妈的妹妹 | 大冢宁宁                     | 浅田美代子                  | 猫背椿                                     | 千叶雅子   |                       |
| 祖母       |                              | 佐佐木澄江                  | 佐佐木澄江                                 | 千叶雅子   |                       |
| 儿时同伴   | 塚地武雅                     | 柄本佑                      | 胜地凉                                     |            |                       |
| 榎本       | 佐藤隆太                     |                             | 荒川良良                                   |            |                       |

## 相关项目
- “佐贺的超级阿嬷”（岛田洋七著）

### 电影书
“探尋家族：《東京鐵塔--老媽和我，有時還有老爸》電影書”，桥本麻里 构成·文，长岛有里枝 摄影，曹姮 译，台湾时报出版2007年9月初版，ISBN 9789571347226

## 作品的變遷
| 富士电视台 星期一 21:00至21:54         | 富士电视台 星期一 21:00至21:54                            | 富士电视台 星期一 21:00至21:54 |
| -------------------------------------- | --------------------------------------------------------- | ------------------------------ |
|                                        | 东京铁塔：老妈和我，有时还有老爸 （2007.1.8 - 2007.3.19） |                                |
| 交响情人梦 （2006.10.16 - 2006.12.25） | 求婚大作战 （2007.4.16 - 2007.6.25）                      |                                |

| 香港 無綫電視J2台 周五 22:30至23:30                                                   | 香港 無綫電視J2台 周五 22:30至23:30   | 香港 無綫電視J2台 周五 22:30至23:30 |
| ------------------------------------------------------------------------------------- | ------------------------------------- | ----------------------------------- |
|                                                                                       | 东京铁塔 （2009.3.20 - 2009.5.29）    |                                     |
| 折翼天使2 （2009.3.6 - 2009.3.13）                                                    | Last Friends （2009.6.5 - 2009.8.14） |                                     |
| 香港 無綫電視翡翠台及高清翡翠台 週日 11:00至11:55                                     |                                       |                                     |
| 求婚大作戰 （2010.1.17 - 2010.4.11） 求婚大作戰之情定夏威夷 （2010.4.18 - 2010.4.25） | 東京鐵塔 （2010.05.02 - 2010.07.11）  | 暴走冤家 （2010.07.18 - 2010.9.19)  |

| 中央电视台 海外剧场 星期一至星期日 22:00至24:00 | 中央电视台 海外剧场 星期一至星期日 22:00至24:00 | 中央电视台 海外剧场 星期一至星期日 22:00至24:00 |
| ----------------------------------------------- | ----------------------------------------------- | ----------------------------------------------- |
|                                                 | 东京塔 （2010.6.8 - 2010.6.13）                 |                                                 |
| （ - 2010.6.7）                                 | （ - 2010.6.14）                                |                                                 |

1. . www.zoommovie.com.   [2024-12-07]. （原始内容存档于2025-02-23） （en-my）.